# لیلیت استپانیان
لیلیت ساسونی استپانیان (ارمنی: Լիլիթ Սասունի Ստեփանյան؛ زادهٔ ۲۴ مارس ۱۹۸۱) یک سیاستمدار اهل ارمنستان است که از تاریخ ۲۰۱۹ تا کنون سمت نمایندگی دوره‌های هفتم و هشتم مجلس ملی جمهوری ارمنستان را برعهده دارد.

## زندگی‌نامه
در ۲۴ مارس ۱۹۸۱ در هرازدان به دنیا آمد و از دانشگاه دولتی ایروان فارغ‌التحصیل شد. 